# Chiesa della Carità
La chiesa della Carità è un luogo di culto cattolico situato nel comune di Alassio, in via Vittorio Veneto, in provincia di Savona.

## Storia e descrizione
La chiesa fu costruita dagli armatori di Alassio tra il 1307 e il 1310 erigendo anche l'omonimo ospizio dei pellegrini, oggi divenuto un albergo. Secondo le fonti storiche la sua edificazione fu voluta per far sostare i tanti pellegrini diretti a Roma in occasione del primo Giubileo indetto da papa Bonifacio VIII con bolla pontificia datata al 22 febbraio 1300.
L'interno è corredato da tre altari posizionati longitudinalmente, un'anomalia rispetto ad altre chiese a struttura rettangolare, e con una volta decorata dai pittori alassini Marco e Traverso raffigurante la Vergine Assunta in cielo e la Madonna del Carmelo.
La statua dedicata all'Assunta è opera attribuita allo scultore Anton Maria Maragliano, il crocifisso in legno è del XV secolo, mentre i due quadri esposti sono stati dipinti dai pittori genovesi Giovanni Andrea Ansaldo (Assunzione della Vergine) e Giovanni Andrea De Ferrari (Madonna del Carmine).
Nella facciata esterna sono presenti tre portali in ardesia raffiguranti immagini sacre che, come riporta la datazione del portale di sinistra, potrebbero essere stati scolpiti nel 1506.